# Zhaozhou Congshen
Zhaozhou Congshen (chiń. 趙州從諗 pinyin Zhàozhōu Cóngshěn; kor. 조주종심 Choju Chongsim; jap. 趙州従シン Jōshū Jūshin; wiet. Triệu Châu Tòng Thẩm, ur. 778, zm. 897) – jeden z najbardziej znanych mistrzów zen (właściwie chan) w starożytnych Chinach. Znany z błyskotliwych debat słownych (wenda), za pomocą których pokazywał swoim uczniom zen.

## Życiorys
Pochodził z rodziny He z miasteczka Hexiang w Caozhou (w pobliżu dzisiejszego miasta Heze w prowincji Shandong). Został nowicjuszem w klasztorze Hutong jeszcze jako chłopiec. Jego pierwsze oświecenie nastąpiło w wieku 18 lat.
Pewnego dnia Zhaozhou zapytał Nanquana:
Co jest Drogą?
Nanquan odparł:
Codzienny umysł jest Drogą.
Zhaozhou spytał:
Czy ma ona jakiś kierunek?
Mistrz odparł:
Jeśli ma nawet najmniejsze ukierunkowanie, to jest skrzywiona.
Zhaozhou spytał:
Gdy osoba nie ma ukierunkowania, to jak może wiedzieć, że właśnie to jest Drogą?
Nanquan powiedział:
Droga nie jest ani przedmiotem wiedzy, ani przedmiotem niewiedzy. Wiedza jest złudna. Niewiedza jest nihilistyczna. Gdy niezaplanowana droga zostaje naprawdę osiągnięta, jest jak wielka pustka, szeroka i rozległa. Więc gdzież może tam być coś właściwego lub złego?
Po tych słowach Zhaozhou osiągnął oświecenie.

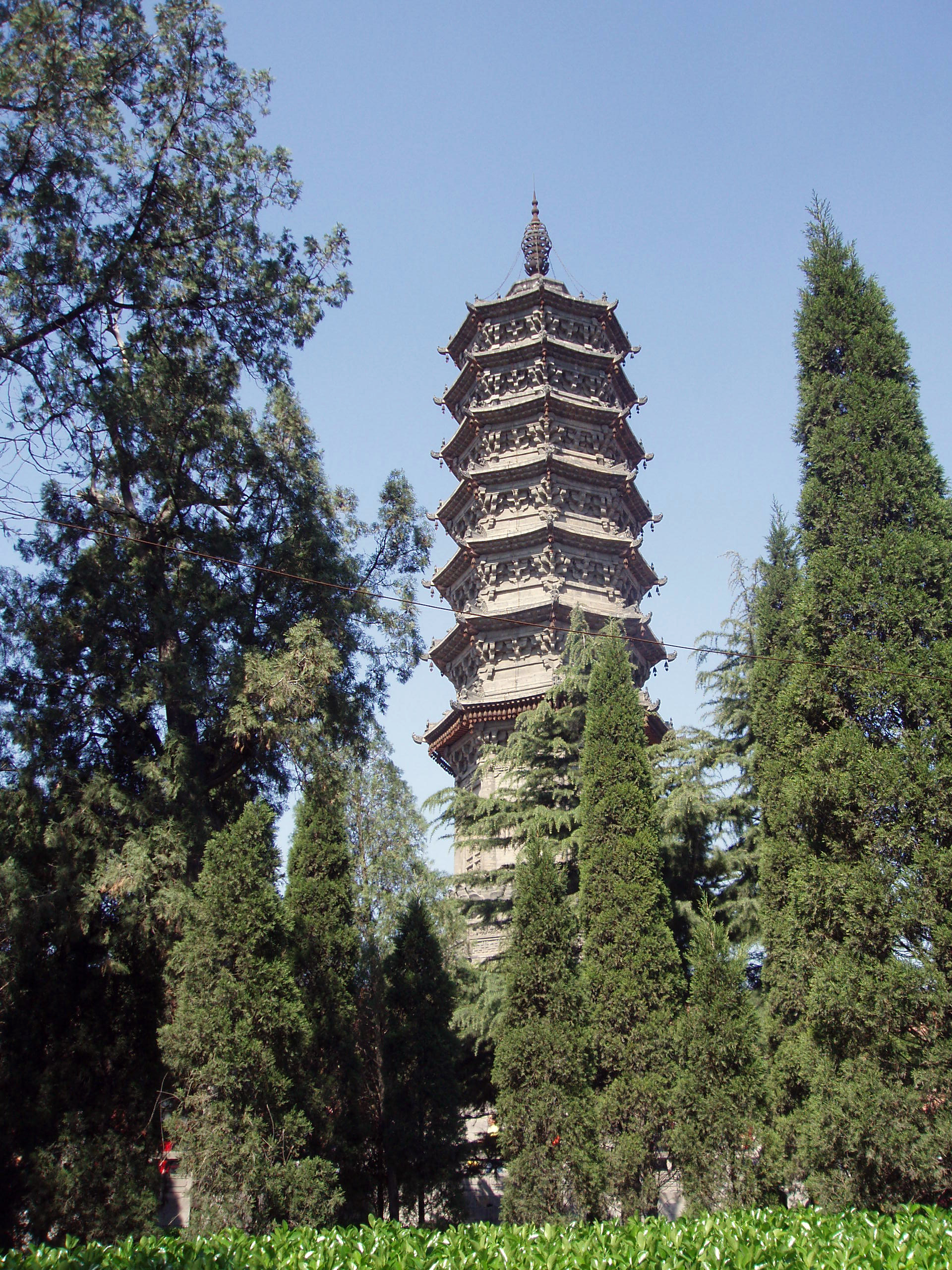
Stupa Mistrza Zhaozhou w klasztorze Bailin

Postanowił zostać pełnym mnichem i udał się w celu przyjęcia mnisiej ordynacji na górę Song. Po czym powrócił do mistrza chan Nanquana Puyuana do Jizhou, u którego praktykował przez kilkadziesiąt lat, aż do śmierci nauczyciela w 835 r. Był jego głównym i ulubionym uczniem
Ich najsłynniejsze spotkanie jest do dziś jednym z najważniejszych koanów w zenistycznych kręgach.
Wśród mnichów wschodniego i zachodniego skrzydła klasztoru rozgorzał spór o kota. Gdy Nanquan usłyszał wrzawę, złapał kota i powiedział: Jeśli ktoś z was powie właściwe słowo, oszczędzę życie kota. Nikt z 1000 mnichów nie potrafił powiedzieć żadnego słowa. Wtedy Nanquan brzytwą do golenia głowy przeciął kota na pół.
Gdy wieczorem do klasztoru powrócił Zhaozhou, mistrz opowiedział mu o całym incydencie. Po jego wysłuchaniu Zhaozhou bez słowa wstał, zdjął sandały, położył je sobie na głowie i wyszedł. Mistrz powiedział: Gdybyś tam wtedy był, ocaliłbyś kota!
Po śmierci Nanquana Zhaozhou wyruszył w 20-letnią wędrówkę po Chinach w celu spotkania się z wielkimi mistrzami tego okresu. Przebywał m.in. u takich nauczycieli jak Huangbo Xiyun, Jiashan Shanhui i Yanguan Qi’an.
Po wielu latach, w wieku 80 lat, mistrz osiadł w klasztorze Guanyin (観音), przemianowanym potem na Bailin (柏林寺) w dystrykcie Zhaozhou (skąd wziął się pierwszy człon jego nazwiska) w dzisiejszej prowincji Hebei. Nauczał w nim przez 40 lat, aż do swojej śmierci.
Zhaozhou nie założył własnej szkoły, gdyż był zbyt niezależny i wolnomyślicielski. Nie wyobrażał sobie, że może być „przodkiem” dla następnych pokoleń. Jednak wszystkie szkoły chan zwane „pięcioma domami” czerpały z jego nauk i stał się on źródłem inspiracji i mądrości.
Gdy minął już wiek 110 lat powiedział:
| 90 lat temu zobaczyłem ponad 80 oświeconych mistrzów linii [przekazu Dharmy] Mazu; wszyscy z nich byli twórczymi duszami. W późniejszych latach dążenie chanu stało się coraz bardziej strywializowane i podzielone [na sekty]. Odsunięty jeszcze dalej od pierwotnego ducha ludzi nadrzędnej mądrości, proces degeneracji będzie postępował z pokolenia na pokolenie. |

Mistrz położył się na prawym boku i zmarł 2 dnia 11 miesiąca 897 r. Otrzymał pośmiertny tytuł „Wielki Nauczyciel Granicy Prawdy”.
Pozostawił po sobie 13 oświeconych uczniów.
Niestety w jakiś po śmierci mistrza nastąpił okres niepokojów i zamieszek, co spowodowało, że linia przekazu przetrwała do ok. 1000 roku.
Występuje w gong’anach 2, 9, 30, 41, 45, 52, 57, 58, 59, 64, 80, 96 z Biyan lu, 9, 10, 18, 39, 47, 57, 63 z Congrong lu i 1, 7, 11 14, 19, 31, 37 z Bezbramnej bramy.

## Dzieła literackie
Jego nauki, mowy Dharmy zostały wydane jako Zhaozhou chanshi yulu (趙州禪師語錄). Mistrz chan szkoły caodong Yunmen Yanzhang (1565–1626) w swoim wstępie do wydania tego tekstu, przypisał utworzenie tego zbioru Wenyuanowi, uczniowi Zhaozhou. Jednak najpewniej jedyną przyczyną tego były kilkakrotne wzmianki w tekstach o tym uczniu.
Współcześni badacze raczej to odrzucają. Biografia bowiem zamieszczona w tej pracy została napisana przez innego ucznia mistrza Zhaozhou – Huiconga w 953 r. Ten tekst kończy się także notą zredagowaną przez Chengshi – mistrza ze szkoły chan fayan, ucznia Baizhanga Daohenga. Tekst ten był wydany już w połowie X w., a na pewno przed rokiem 1000.

## Linia przekazu Dharmy zen
- 35/8 Mazu Daoyi (707–788) szkoła hongzhou
  - 36/9 Nanquan Puyuan (748–935)
    - 37/10 Zhaozhou Congshen (778–897)
      - 38/11 Yanyang Shanxin (bd)
      - 38/11 Yanyang Cunsu (bd)
      - 38/11 Yanyang Shanzhao (bd) zapewne jest to któryś z dwu powyższych uczniów Zhaozhou
      - 38/11 Huicong (bd)
      - 39/11 Guangxiao Huijiao (Jue Tiezi) (bd)
      - 39/11 Guoqing Yuanfeng (bd)
      - 39/11 Wenyuan (bd)
      - 39/11 Muzhen Tulang (bd)